# MayFlower (Azara)
Pour les articles homonymes, voir Mayflower (homonymie).
May Flower est une série de bande dessinée de type western comique parue en récits complets dans Pilote, de 1963 à 1965. Il est signé Ernest Azara qui se fait connaitre un peu plus tard dans Tintin sous le nom de Jo-El Azara, notamment par sa série Taka Takata.

## Thème
Mayflower est l'adjoint du shérif de Corona que l’auteur situe dans le Dakota du sud. Petit et rondouillard mais agile et intelligent, il se mesure à des bandits plus bêtes que méchants dont plus particulièrement Jimmy Doigts de Fer, sorte de Joe Dalton plus élégant, et Pastèque, sorte d’Averell plus enrobé.

## Rapide Historique
A l’époque où il entreprend Mayflower, Azara est en passe de quitter les studios Hergé, pour lesquels il travaille depuis sept ans. Il collabore déjà épisodiquement à Record et vient de prendre pied à Tintin, pour lequel il crée la série Evariste Confus en récits complets. Pour Pilote, il crée consécutivement trois séries, toutes humoristiques. 
Ce Mayflower donc, mais aussi une courte série comique de 20 planches avec Crespin au scénario et racontant la guerre gréco-perse de manière assez loufoque, un peu à la manière des Divagations de Monsieur Sait-Tout de Goscinny et Martial. Il y aura enfin Monsieur Chapomou, où, sur 4 planches quasiment sans texte et à raison de 24 images de la même taille par planche, Azara dépeint un univers à la Tati.

## Publications

### 1963
Sauf indication contraire toutes ces histoires font 6 planches.
- 189 : L’adjoint de Corona (5 pages)
- 204 : Les faucheux !
- 211 : Kaktus valley
- 213 : Une bonne planque !

### 1964
- 234 : L’art du maquillage

### 1965
- 293 : Le pacifique
- 303 : Le rapt de madame Breakfast